# Tamborine Mountain (ort)
Tamborine Mountain är en ort i Australien. Den ligger i kommunen Scenic Rim och delstaten Queensland, omkring 58 kilometer söder om delstatshuvudstaden Brisbane. Antalet invånare är 6 535.
Närmaste större samhälle är Southport, omkring 19 kilometer öster om Tamborine Mountain.
I omgivningarna runt Tamborine Mountain växer i huvudsak städsegrön lövskog. Runt Tamborine Mountain är det ganska glesbefolkat, med 31 invånare per kvadratkilometer. Genomsnittlig årsnederbörd är 1 801 millimeter. Den regnigaste månaden är januari, med i genomsnitt 320 mm nederbörd, och den torraste är oktober, med 41 mm nederbörd.